# Dan Povenmire
Daniel Kingsley "Dan" Povenmire, född 18 september 1963 i San Diego i Kalifornien (uppvuxen i Mobile i Alabama), är en amerikansk animatör, röstskådespelare, manusförfattare, film- och TV-regissör, och film- och TV-producent. Han är tillsammans med Jeff "Swampy" Marsh en av skaparna av Disney Channel-serierna Phineas & Ferb och Milo Murphys lag, där han är rösten till figuren Heinz Doofenshmirtz. Han är också ensam skapare av Disney Channel-serien Hamster & Greta, som hade premiär i augusti 2022.
Povenmire är sedan 2001 gift med Clarissa Povenmire, med vilken han har två barn.

## Filmografi (i urval)

### Filmer
- 1993 – Psycho Cop 2
- 2011 – Phineas och Ferb – Filmen: Den 2:a dimensionen
- 2020 – Phineas och Ferb-filmen: Candace mot universum

### TV-serier
- 1991 – James Bond Junior (TV-serie)
- 1991 – Teenage Mutant Ninja Turtles (TV-serie)
- 1992–1996 – Simpsons (TV-serie) (även 2002)
- 1993–1996 – Rockos moderna liv (TV-serie)
- 1994 – The Critic (TV-serie)
- 1996–1999 – Hey Arnold! (TV-serie)
- 1998–1999 – Katthund (TV-serie) (även 2001)
- 2000–2007 – Family Guy (TV-serie)
- 2001–2004 – Svampbob Fyrkant (TV-serie)
- 2007–2015 – Phineas & Ferb (TV-serie)
- 2010–2011 – Take Two med Phineas och Ferb (TV-serie)
- 2016–2019 – Milo Murphys lag (TV-serie)
- 2022–nutid – Hamster & Greta (TV-serie)